# اسفندیار

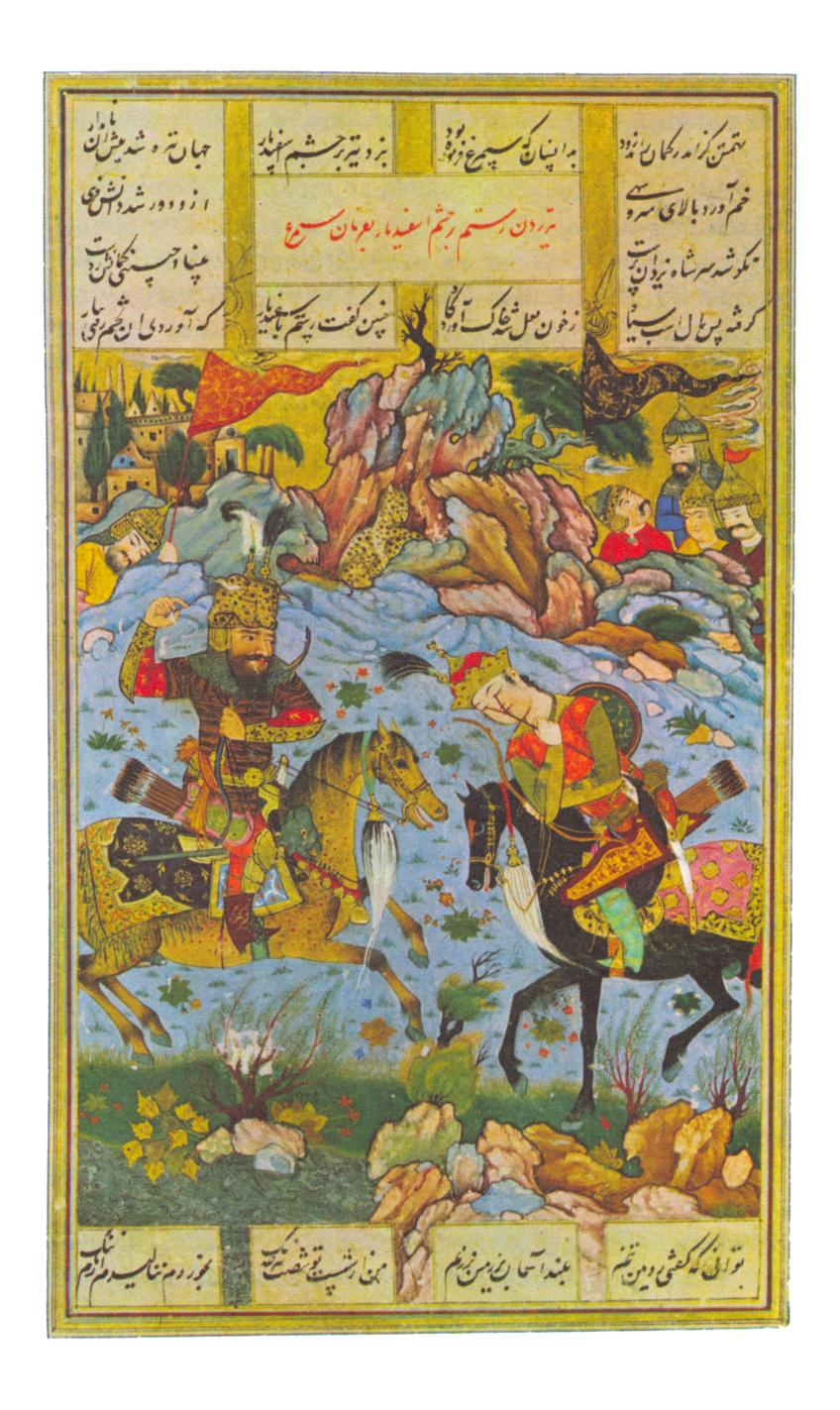
رستم با تیری از چوب درخت گز اسفندیار را می‌کشد.

اسفندیار یا اسپندیار، پسر گشتاسپ و کتایون، و نوهٔ لهراسپ، شاهزاده کیانی در تاریخ اسطوره‌ای و حماسی ایران و قهرمان جنگ‌های مقدس کیش زرتشتی است که بیشتر برای نبرد سوگ‌انگیزش با رستم، دیگر پهلوان ایرانی شناخته می‌شود. برادرانش پشوتن و فرشیدورد، عمویش زریر و پسرانش نوش‌آذر و مهرنوش و بهمن و طوش نام داشته‌اند. اسفندیار رویین‌تن بود، در شاهنامه به چگونگی رویین‌تن شدن اسفندیار اشاره‌ای نشده است اما در زراتشت‌نامه از زرتشت بهرام پژدو آمده است که زرتشت اسفندیار را که نوزادی بیش نبود، در آب مقدس شست‌وشو داد که همین سبب رویین‌تنی او گشت و تنها چشمانش آسیب‌پذیر باقی‌ماند. اسفندیار در نبرد با ارجاسب فرماندهی سپاه گشتاسب را بر عهده داشت، و با پیروزی به نزد پدر برگشت اما گُرَزم پادشاه را علیه اسفندیار شورانید؛ چنان‌که دستور داد اسفندیار را در دز گنبدان زندانی کنند.
سرانجام اسفندیار توسط رستم (با رهنمایی سیمرغ) با تیری از درخت گز که به چشمانش برخورد کرد کشته شد.

## ریشه‌شناسی نام
نام اسفندیار در اوستا به گونهٔ Spəntōδāta- (آفریدهٔ/دادهٔ خدایی) آمده است. گونهٔ میانه‌ای آن *Spandadāta- که می‌بایست در پارسی باستان رواج می‌داشته است، می‌تواند از Sphendadátes، نام مغی که پس از مرگ بردیا پسر کوروش و مرگ کمبوجیه خود را شاه خواند، گرفته شده باشد. گونهٔ فارسی میانهٔ آن را می‌توان اسْپَنْدَداتْ یا اسْپَنْدیاتْ خواند (د و ی در خط پهلوی شکسته دارای نشانه مشترک هستند) که در عربی به گونهٔ اسفندیاذ و اسفندیار بازتاب یافته است. در زبان ارمنی دو گونه از این نام یاد شده است که اسْپَنْدَرَت (گونهٔ نخستین) و اسْپَنْدیَتْ (گونهٔ پسین) هستند.

## منبع‌شناسی
کهن‌ترین منبعی که نام اسفندیار در آن یاد شده اوستا است که در آن اسفندیار را taxma- گفته‌اند که به معنی «نیرومند، دلیر» است. کتاب ایادگار زریران که گویا یک نوشته پارتی بوده که گونهٔ اصلاح‌شدهٔ آن به زبان پارسی میانه امروزه در دست است، دربارهٔ نخستین تاختن ارجاسپ به ایران، پادشاه خیون‌ها (قبیله‌ای دشمن که آیین پیشازرتشتی را پرستش می‌کردند)، دربارهٔ دلیری‌ها و شهیدشدن زریر، عموی اسفندیار، دربارهٔ دلاوری‌های پسر زریر که بستور نام دارد و بیدرفش فرومایه را می‌کشد، و در نهایت دربارهٔ اسفندیار که پس از مرگ زریر، لشکر ایران را رهبری کرده و خیون‌ها را شکست می‌دهد، می‌پردازد. هرچند که این جنگ، جنگی دینی و مذهبی است، نوشتهٔ یادگار زریران لحن و آهنگی حماسی دارد، نه دینی.
اشاره‌های دیگر به اسفندیار در نوشته‌های پارسی میانه ناچیز است. یکی از کهن‌ترین آن‌ها در نوشتهٔ درخت آسوریگ است که رودْسْتَهْم (رستم) و سْپَنْدَدات را یاد کرده است. در بندهشن، اسفندیار در تبارنامهٔ دومین دوره کیانیان نام برده شده است. در دینکرد او را پدر بهمن برشمرده‌اند و یکی از نخستین کسانی گفته‌اند که در بلخ در دربار گشتاسپ، که دین زرتشت را گسترش داده است. متن ازدست‌رفتهٔ اوستایی ویشتاسپ ساست که خلاصه آن در دینکرد آمده و دربارهٔ گرویدن گشتاسپ به کیش زرتشتی است، می‌بایست به گرویدن اسفندیار هم پرداخته باشد. در ترجمه پهلوی از ویشتاسپ یشت، اسفندیار نمونهٔ برجستهٔ یک جنگجو برشمرده شده است.
منبع فارسی بزرگ برای اسفندیار، شاهنامه فردوسی است که ۱۰۱۵ بیت (در ویرایش خالقی، در ویرایش مسکو ۱۰۰۹ بیت) از دقیقی را در خود دارد که در آغاز داستان پادشاهی گشتاسپ گنجانده شده‌اند. درون‌مایهٔ این بیت‌ها همان چیزهاییست که در ایادگار زریران نوشته شده است. گفته‌های خود فردوسی در جایی آغاز می‌شود که ارچاسپ پسر خود کُهْرَم را برای دیده‌وری به ایران می‌فرستد، و با بازگشتن بهمن پسر اسفندیار به دربار گشتاسپ پس از تربیت‌یافتن به دست رستم، داستان اسفندیار پایان می‌یابد.
در یک اثر فارسی زرتشتی به نام زراتشت‌نامه که به دست زردشت بهرام پژدو در سده سیزدهم میلادی نوشته شده یا شاید زودتر نوشته شده است، به زندگینامه زرتشت پرداخته و معجزه‌های او را با جزئیات بازگو می‌کند. گویا این نوشته بر پایهٔ داستان‌هایی که در اوستای ساسانی و تفسیرهای آن آمده بوده، نوشته شده است. یک نوشتهٔ پهلوی دیگر در سده نوزدهم به نام ویزیرکرد دینی (Wizirkard ī dēnīg) که به اشتباه گفته شده است به دست پسرعمو و پیرو زرتشت، Maidiyoma نوشته شده است، گزارش‌هایی دربارهٔ اسفندیار دارد که پیش از آن نیز در نوشته‌های پهلوی کهن‌تر آمده بوده‌اند.
در تاریخ‌ها عربی، تاریخ غرر نوشتهٔ ثعالبی همانندی زیادی با شاهنامه دارد و باید از روی همان منبعی که شاهنامه نوشته شده، نوشته شده باشد. این کتاب دورودرازترین و خوش‌ساختارترین روایت از کرده‌های اسفندیار را به‌دست می‌دهد. با این همه ناهمسانی‌های کوچکی هم بین آن‌ها پیدا می‌شود. هرچند که روایت طبری از پادشاهی گشتاسپ (بشتاسب به گفتهٔ او) آمیخته‌ای درهم و برهم از سنت‌های ایرانی، بابلی و انجیلی است، که احتمالاً برگردانندگان خدای‌نامهٔ پهلوی به عربی از خود ساخته‌اند تا روایت‌های ایرانی و سامی را با هم سازگار کنند، گزارشی کوتاه دربارهٔ اسفندیار دارد که بنیاد آن با شاهنامه و ثعالبی سازگار است. بلعمی نیز چیز بیشتر از طبری دربارهٔ اسفندیار نگفته است.
ابوحنیفه دینوری گزارشی از اسفندیار آورده که تا اندازه‌ای با دیگران ناسازگار است و نویسندهٔ ناشناس نهایت العرب هم آن‌ها را بازگو کرده. نولدکه آن را دروغین پنداشته و ادوارد جی. براون هم از اینکه زمان زیادی روی آن گذاشته افسوس خورده است.
نولدکه بر این باور است که شاید هنگامی که اوستا نوشته می‌شده، مجموعه‌ای از افسانه‌های دربارهٔ کیانیان، شاید حتی به گونهٔ نوشتاری، در دست موبدان بوده است. از آنجا که اوستا تا پیش از سده چهارم میلادی به گونهٔ نوشتاری درنیامده بود، تنها یک روایت ترتیبی شفاهی که ازبرخوانان و خنیاگران آن را پخش کرده‌اند، می‌توانسته در دسترس بوده باشد. برخی از اسطوره‌ها و افسانه‌ها که در اوستا به گونهٔ گنگ از آن‌ها سخن رفته، در کتاب‌های ساسانی با جزئیات آمده بوده است که امروزه در دست نیستند، که از میان آن‌ها می‌توان خدای‌نامه را نام برد که نوشته‌ای به پارسی میانه بوده و پیشگام شاهنامه شمرده می‌شود. چند کتاب دیگر نیز گویا دربردارندهٔ داستان‌های اسفندیار بوده‌اند. ابن ندیم «از میان کتاب‌هایی که ایرانی‌ها دربارهٔ داستان‌ها و افسانه‌های شاهان خود نوشته‌اند» از کتابی با نام رستم و اسفندیار نام برده است که به دست جبله بن سالم به عربی برگردانده شده بوده است. مسعودی گزارش کرده است که کرده‌های اسفندیار در کتابی با نام «پیکار» آمده بوده که به دست ابن مقفع به عربی برگردانده شده بوده. مسعودی در کتاب تنبیه خود گزارش کرده که این کتاب به جنگ میان ایران و توران پرداخته بوده است. او همچنین از کتابی فارسی یاد کرده است که سَکیسَران نام داشته و دربردارندهٔ داستانی از اسفندیار بن بستاسف، مرگ او به دست رستم و مرگ رستم به دست بهمن بن اسفندیار بوده است. بر پایهٔ گفتهٔ مسعودی، ایرانی‌ها در این کتاب داستان‌های والای خود را نوشته بودند و این کتاب دربردارندهٔ اطلاعاتی دربارهٔ نیاگان و شاهانشان بوده است. این کتاب از پارسی میانه به عربی با نام الفارسیه الاولی ترجمه شده بود. اگر عنوان کتاب آن طور که به گونهٔ «سران سکاها» فهمیده شده، درست باشد، این کتاب می‌بایست بر روی کرده‌های خاندان زال و رستم تمرکز کرده باشد.

## زندگی و کرده‌های اسفندیار

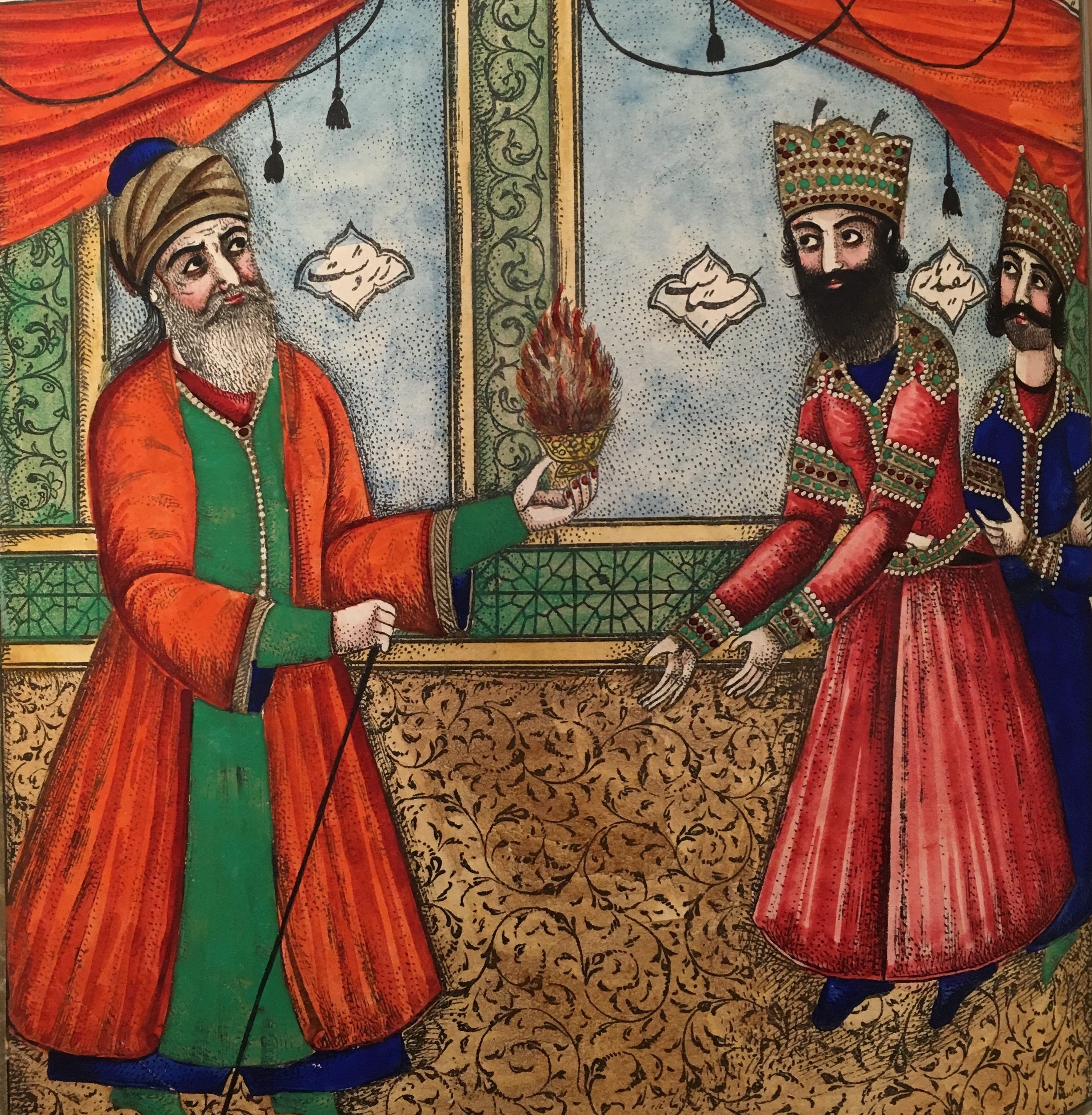
نگاره ای به سبک مینیاتور از اسفندیار

### پدر و مادر و خویشاوندان
بر پایهٔ منابع، اسفندیار بزرگ‌ترین پسر و جانشین گشتاسپ و همچنین نوهٔ لهراسپ است. او به دوره دوم، دودمان کیانیان تعلق داشته است. در اوستا نام مادر او Hutaosā- (که در تفسیر پهلوی آن و دیگر منابع اسلامی Hutōs نوشته شده) بوده و مادر او از خاندان نوذر بوده است. در ایادگار زریران گشتاسپ می‌گوید «هوتوس، خواهر و همسر من، که از او سی فرزند من زاده شده‌اند». دقیقی نام مادر او را ناهید آورده است که دختر قیصر روم بوده و شاه گشتاسپ به او کتایون می‌گفته. فردوسی و ثعالبی نام مادر او را کتایون می‌نویسند. بر پایهٔ گفتهٔ آنان، او دختر شاه روم (رومی که در شاهنامه آمده در اصل سرزمین سَرم (سلم) پسر فریدون هست، سَرمتی‌ها مردمانی ایرانی در قفقاز شمالی که امروزه آلانیا نامیده می‌شود)، بوده و هنگامی که گشتاسپ در آنجا بوده و دربار پدرش را با پرخاش ترک کرده بوده، با هم ازدواج کرده‌اند.
شمار برادران اسفندیار تا اندازه‌ای در منابع به شکل آشفته و گیج‌کننده آمده است. در ایادگار زریران، جاماسپ فرزانه، وزیر گشتاسپ، پیش‌بینی می‌کند که ۲۳ پسر و برادر شاه در جنگ کشته می‌شوند. بر پایه شاهنامه، گشتاسپ ۳۸ پسر خود را در جنگ دوم با ارجاسپ از دست می‌دهد و اسفندیار سوگند می‌خورد که کین آنان را بستاند. در جایی دیگر با این حال، جاماسپ او را آگاه می‌کند که پنج برادر از ۳۸ برادرش در جنگ زنده می‌مانند.
برجسته‌ترین برادر اسفندیار، پشوتن است که یکی از جاویدانان زرتشتی است که یاری‌دهندگان سوشیانت است. در شاهنامه او مشاور و پشتیبان اسفندیار است و همچنین فرمانده لشکر اوست که او را هم در جنگ با ارجاسپ و هم در جنگ با رستم همراهی می‌کند. او خردمند و پارسا و دادگر است. برادر عزیزکرده اسفندیار فرشیدورد است. دیگر برادر پارسای او Frašō.kara در یشت‌ها یاد شده، اما در شاهنامه نام او نیامده. دقیقی دست کم از دو برادر دیگر اسفندیار یاد می‌کند که یکی اردشیر و دیگری شیداسپ است. دقیقی گویا از دو برادر دیگر او هم نام می‌برد. اورمزد یا شیراورمزد و نیودار یا نیوزار یا دیگر گونه‌های این نام‌ها که همه آن‌ها در جنگ نخست با ارجاسپ جان می‌دهند. هیچ‌کدام از این شخصیت‌ها در اوستا، ایادگار زریران و بندهشن یاد نشده‌اند. دقیقی همچنین بدون نام بردن کسی، از پنج برادر اسفندیار سخن می‌گوید که همه آن‌ها در ستاندن کین عمویشان زریر دست دارند.
دو خواهر اسفندیار در شاهنامه یاد شده‌اند که به‌آفرید و همای هستند (خُمانی و باذافره در طبری). گشتاسپ به هر کسی که بتواند ارجاسپ را در جنگ نخست از ایران بیرون براند، زناشویی با همای را نوید می‌دهد (که همای دختر گشتاسپ و خواهر اسفندیار را نباید با همای چهرزاد دختر بهمن اشتباه گرفت). چون اسفندیار در بیرون راندن سپاه ارجاسپ کامیاب می‌شود، همای و برادرش اسفندیار با یکدیگر پیوند زناشویی می‌بندند. هر دو خواهر اسفندیار در جنگ دوم با ارچاسپ به بند کشیده شده و به دز رویین برده می‌شوند. هر دو آن‌ها در رشته رخدادهای سوگواری پس از مرگ اسفندیار پدیدار می‌شوند. آنچنان که خالقی مطلق گفته، به‌آفرید که اسفندیار او را از بند رهانده، هم در کنار همای، همسر اسفندیار بوده است، ولی فردوسی از آن چیزی سخن نگفته تا با اسلام ناسازگار نباشد، هرچند که هنگامی که دربارهٔ سوگواری پس از مرگ اسفندیار در دربار سخن می‌راند، با برابر شمردن شمار خواهران اسفندیار با شمار همسران او، به گونهٔ ضمنی می‌گوید که به‌آفرید هم همسر اسفندیار بوده.
در شاهنامه از مادران فرزندان اسفندیار یادی نشده. طبری نام مادر بهمن را Estūrīā می‌نویسد که همان استر است که آشکارا نشان از آمیختگی سنت‌های ایرانی با یهودی دارد، و بهمن را همان اردشیر یکم هخامنشی می‌داند.
بر پایهٔ گفتهٔ دقیقی، اسفندیار چهار پسر داشت. بهمن، مهرنوش، توش (یا آذَرَفْروزْنوش)، نوش‌آذر (یا آذرنوش). نام هیچ‌کدام از آن‌ها در اوستا نیامده است. در بندهشن، Adur-tirs و Mihr-tirs را نام‌های فرزندان اسفندیار یاد کرده‌اند که شاید بتوان آن‌ها را با نوش‌آذر و مهرنوش یکی دانست. نوش‌آذر برجسته‌ترین آنهاست. او هم در هر دو جنگ با ارجاسپ و هم در لشکرکشی به سیستان حضور دارد و الْوای سیستانی را می‌کشد و خود نیز به دست برادر رستم که زَواره است، کشته می‌شود.

### اسفندیار، پاسدار دین زرتشت
هرچند که اسفندیار بیشتر از روی نوشته‌های غیردینی و نبردش با رستم شناخته می‌شود، در نوشته‌های زرتشتی او و به همراه زریر، از نخستین کسانی هستند که به آیین زرتشت درآمده‌اند و جان‌فشان‌ترین پهلوانان هستند. در اوستا اسفندیار کسی است که از این کیش پاسداری کرده و روان مقدس یا fravašī او ستوده شده است. او همچنین در چندین معجزه زرتشت حضور دارد. هنگامی که اسب بی‌همتای گشتاسپ از بیماری رنجور شده و پاهای او به درون شرم‌گاهش می‌روند، اسفندیار از زرتشت درخواست می‌کند که او را درمان کند. پیامبر چندین شرط می‌گذارد که یکی از آن‌ها این است که اسفندیار پهلوان دین شود. این داستان با جزئیات در زراتشت‌نامهٔ بهرام‌پژدو آمده است. در معجزه‌ای دیگر، پیامبر زرتشت، آتشِ برزین‌مهر را در دستان گشتاسپ، جاماسپ و اسفندیار می‌گذارد، به گونه‌ای که آن آتش آن‌ها را نسوزاند. در جایی دیگر گشتاسپ از زرتشت درخواست چهار سود را می‌کند، ولی پیامبر تنها می‌پذیرد که آن چهار سود را به چهار شخص متفاوت ارزانی بدارد. به دنبال آن، گشتاسپ به جایگاه خود در جهان مینو پی می‌برد، جاماسپ از همه رویدادهای گذشته، کنونی و آینده آگاه می‌شود، پشوتن جاودان می‌شود و اسفندیار رویین‌تن می‌شود، به گونه‌ای که «هیچ کارد تیزی نمی‌تواند به بدن او گزند برساند».
هنگامی که زریر و بسیاری دیگر از پهلوانان ایرانی در نخستین جنگ با ارجاسپ کشته می‌شوند و گشتاسپ لشکر خود را در تنگنایی سهمگین می‌یابد، از ته دل سوگند می‌خورد که اگر اسفندیار بتواند دشمن را شکست داده و از کشور بیرون براند، تخت شاهی را به اسفندیار بدهد، همچنان که پدرش لهراسپ تخت را به او واگذارده بود؛ ولی هنگامی که اسفندیار به این پیروزی بزرگ دست می‌یازد، گشتاسپ تنها همای را به او می‌دهد و او را هرگونه بزرگ می‌دارد، ولی تخت شاهی را همچنان برای خود نگه می‌دارد. به جای آن اسفندیار را باز هم به اردوکشی‌های بیشتر می‌فرستد تا سرزمین‌ها دوردست را تسخیر کرده و فرمان‌بردار سازد تا دین نو زرتشت را بگستراند که اسفندیار این کار را هم با کامیابی به سرانجام می‌رساند. در این هنگام یکی از خویشان شاه، کورزم (جورزم در طبری) که گویا Kavārasman اوستا است، اسفندیار را متهم می‌کند که می‌خواهد شاهی را به‌دست آورده و شاه را برکنار سازد. اسفندیار در پیش دیده همگان نخست سرزنش شده، بازداشت می‌شود، به غل و زنجیر کشیده می‌شود و در دز گنبدان زندانی می‌شود.
گشتاسپ آنگاه خود رهسپار سیستان می‌شود تا مردم آنجا را به کیش زرتشت فرا بخواند و بلخ را بی‌پدافند رها می‌کند. آگاهی از این رویدادها به ارجاسپ می‌رسد که در همین‌جا سخن دقیقی به پایان می‌رسد. ارجاسپ به بلخ می‌تازد، لهراسپ سالخورده که به آتشکده آذرنوش رفته را می‌کشد، خود آتشکده را در آتش می‌سوزاند، بسیاری از موبدان را می‌کشد، و همای و به‌آفرید را با خود می‌برد. او همچنین درفش کابیان را به دست آورده، که پرچم پادشاهی ایرانیان است. هنگامی که گشتاسپ برمی‌گردد تا با دشمن روبرو شود، به سختی شکست می‌خورد و ۳۸ تن از پسرانش کشته می‌شوند. او به کوهی رفته و محاصره می‌شود. او جاماسپ را پیش اسفندیار می‌فرستد تا از او کمک بخواهد که اسفندیار نخست سرباز می‌زند، ولی سرانجام با شنیدن اینکه برادرش فرشیدورد به سختی زخمی شده، می‌پذیرد که به جنگ ارجاسپ برود. او با فرشیدورد در واپسین لحظات زندگی که از درد می‌نالد دیدار می‌کند، او را می‌سوزاند، و سوگند می‌خورد که اگر پیروز شد، گزندهایی که پدرش پیش از آن به او رسانده را فراموش کند. گشتاسپ پشیمان بار دیگر صادقانه سوگند می‌خورد که اگر پیروز شد تخت شاهی را به او بسپارد. در آن جنگ اسفندیار دلیری‌ها و پهلوانی‌های فراوان کرده، فراوان از خیون‌ها را می‌کشد و کین خود پدربزرگش لهراسپ را می‌ستاند. ارجاسپ گریخته و اسفندیار گرگسار که سردار دشمن است را می‌گیرد و به او پیشنهاد می‌کند که اگر او را در گردش در توران راهنمایی کند، جانش را به او ببخشد.

### هفت‌خان
بزرگ‌ترین کردهٔ اسفندیار گذر از هفت‌خان و گرفتن
رویین دژ است که آسیب‌ناپذیر بوده است. خواهران اسفندیار در این دز زندانی بوده‌اند. راه رسیدن به این دز سرشار از خطرها و مانع‌های گوناگون است. پیروز شدن و گذشتن از این سختی‌ها، هفت‌خان اسفندیار را می‌سازند. در این راه اسفندیار دو گرگ درّنده‌خو، دو شیر پیل‌پکیر، یک اژدها، زنی جادو که خود را به گونه‌ای دل‌فریب درآورده، سیمرغی هراس‌انگیز و دو فرزندش را می‌کشد، و با یاری خداوند از سرمای سهم‌گین سه‌روزه جان بدر می‌برد و از پهنه‌ای فراخ از آب رد می‌شود. اسفندیار آنگاه با آمیخته‌ای از دلیری و نیرنگ دز رویین را به چنگ می‌آورد. او رخت بازرگانان را می‌پوشد، ارجاسپ را با هدیه و نثار فریب می‌دهد، و آنگاه در مسکن خصوصی ارجاسپ به او تاخته و او را از پای درمی‌آورد. او به سپاهیان ایرانی که پشوتن رهبر آنهاست، علامت می‌دهد که به سپاه توران بتازند که هنگامی که خود اسفندیار به آن جنگ می‌پیوندد، به سختی سپاه توران نابود شده است. فرماندهان سپاه شکست‌خورده توران که کُهْرَم و اندریمان (Vandarəmainiš- در اوستا) هستند، و هر دو برادران ارجاسپ هستند، دستگیر شده و در پیش دز به دار آویخته می‌شوند و آنگاه خود دز را نیز در آتش می‌سوزاند. خواهران اسفندیار از بند رسته و مادر ارجاسپ، دو خواهر او و دو دختر او به بند کشیده می‌شوند. همه سرزمین توران از خشم اسفندیار رنج می‌بیند.

### نبرد با رستم
پرشورترین رویداد در کارنامهٔ اسفندیار، رزم او با رستم است که یکی از درازترین و از دید ادبی برجسته‌ترین بخش‌های شاهنامه است. پس از بازگشت پیروزمندانه اسفندیار از توران او چشم دوخته است تا پدرش قول‌هایی که به او داده را برآورده کند، ولی گشتاسپ دوباره سر می‌پیچد. بر پایهٔ پیشگویی جاماسپ، هرچند که گشتاسپ می‌داند که مرگ پسرش بر دستان رستم انجام می‌شود، او اسفندیار را می‌شوراند تا برای آخرین بار نیز کاری سخت را انجام دهد تا او تخت شاهی را به او بسپارد. او از اسفندیار می‌خواهد تا به سیستان رفته و رستم نیرومند را به زنجیر بکشد و او را به بلخ بیاورد. گشتاسپ رستم را متهم می‌کند که خودبین شده و به دربار او ارج ننهاده. اسفندیار اعتراض کرده و بلندآوازگی رستم، پیری او، و خدمات برجسته‌ای که به دودمان کیانیان کرده را یادآوری می‌کند، که سودی ندارد. سرانجام اسفندیار که تحت تأثیر غرور و فرازجویی است و میل به ستاندن تخت شاهی دارد، به همراه برادرش پشوتن و پسرانش بهمن، آذرنوش و مهرنوش و لشکری به سیستان می‌رود که سرزمین رستم است و پند و اندرز مادرش که تلاش می‌کرد او را بازدارد، خوار شمرده و حتی او را برای مخالفت با تصمیمش نکوهش هم می‌کند.
اسفندیار در سیستان، پسر جوانش بهمن را با پیام آشتی‌جویانه که رنگ تهدید دارد پیش رستم می‌فرستد و او را از دستور شاه آگاه می‌کند و از او می‌خواهد به بندی‌شدن تن دردهد تا اسفندیار او را به دربار شاه ببرد و به او قول می‌دهد که میانجی‌گری کرده و شاه را از گزند رساندن به او بازخواهد داشت. رستم به او پند می‌دهد که کاری نشدنی از او نخواهد. او اسفندیار را به مهمانی و خوردن در خوان خویش فرا می‌خواند تا پس از آن رستم خودخواسته با او به دربار گشتاسپ بروند و شاه را خشنود سازند. در دو رودررویی پسین آن میان، هر دو پهلوان بر روی خواسته‌های خود پافشاری می‌کنند. اسفندیار دعوت رستم را رد می‌کند و پافشاری می‌کند که نمی‌تواند از دستور شاه سربپیچد و رستم می‌گوید که نیکنامی او نمی‌گذارد او به خواسته اسفندیار تن بدهد. هرچند که رستم همه‌گونه گذشتی به اسفندیار روا می‌دارد، به بندی‌کردن خود تن درنمی‌دهد و اسفندیار گران‌سر و خمش‌ناپذیر حتی با خواهش‌های پشوتن نیز رام نمی‌شود. پافشاری او بر فرمان‌های دین و گزندناپذیری دستور شاه کارها را به اوج بحران می‌کشاند. قهرمان جوان و پهلوان پیر نبردی تن‌به‌تن با هم انجام می‌دهند. در همین هنگام برادر رستم، زواره و فرزند رستم، فرامرز به اردوی اسفندیار می‌تازند و آذرنوش و مهرنوش را می‌کشند. با اینکه رستم پوزش خواسته و می‌گوید که خویشان بزه‌کار خود را به شمشیر اسفندیار خواهد سپرد، نبرد میان آن دو سهم‌گین می‌شود. در پایان روز اسفندیار رویین‌تن با تیرهای خود بر رستم چیره می‌شود. رستم خسته، زخمی و درمانده بر بالای تپه‌ای پناه می‌گیرد. پاسخ او به نیشخندهای اسفندیار که خواهان تسلیم شدن اوست، درخواست آن است که باقی جنگ به زمانی دیگر گذارده شود تا رستم بتواند زخم‌های خود را ببندد. او به اسفندیار قول می‌دهد که سپیده‌دم فردا به خواسته‌های اسفندیار تن در بدهد. شبانه رستم در خانه، در اندیشهٔ گریختن است، ولی پدر او، زال، پرّی از سیمرغ را در آتش افکنده که اسفندیار جفت او را در هفت‌خان کشته بود. سیمرغ زخم‌های رستم را درمان می‌کند و به او می‌آموزد که از چوب درخت گز تیری ساخته و او را به سوی چشمان اسفندیار نشانه برود. او همچنین رازی از سرنوشت را برای رستم آشکار می‌کند: هر کسی که خون اسفندیار را بریزد هم در این جهان و هم در جهان دیگر رنج خواهد برد. در روز بعد، رستم شورانگیزانه باز درخواست‌ها و خواهش‌های خود را به اسفندیار بازگو می‌کند و او می‌گوید که همه گنج‌ها خود و نیاگانش را به اسفندیار ارزانی خواهد داشت، مردانش را زیر فرمان او درخواهد آورد و فرمان‌برانه با او به دربار شاه خواهد رفت و داوری پادشاه را خواهد پذیرفت؛ ولی پافشاری بادسرانه اسفندیار بر زنجیر کردن رستم، راهی را جز پیروی از گفته‌های سیمرغ برای رستم نمی‌گذارد. اسفندیار که مرگ‌بارانه زخمی شده است، روی زمین می‌غلتد.
پشوتن و بهمن به سوی او می‌شتابند. رستم که خود نیز سراسر ماتم است، به نیرنگ زال اعتراف می‌کند. اسفندیار در واپسین دم‌های خود، به خویشانش آرامش داده، سرنوشت را برای مرگش نکوهش می‌کند و به پشوتن سفارش می‌کند که پیامی نکوهش‌برانگیزانه را برای پدرش گشتاسپ ببرد. آموزش بهمن را به رستم می‌سپارد. هنگامی که تابوت اسفندیار به دربار گشتاسپ می‌رسد، همگی گشتاسپ را برای مرگ اسفندیار نکوهش می‌کنند، به ویژه کتایون، همای، به‌آفرید و بیش از همه پشوتن.
بهمن نزد رستم می‌ماند و رستم به او هنرهای شاهانه می‌آموزد. چندی پس از آن رستم نامه‌ای دلجویانه به گشتاسپ می‌نویسد و از او پاسخی گرم دریافت می‌کند، که در آن خواسته شده بهمن به دربار شاه برود. کمی پس از آن، رستم نابکارانه به‌دست برادر ناتنی خود شَغاد کشته می‌شود. بهمن که اکنون بر تخت نشسته، به کین‌خواهی پدر برخاسته و به زابلستان می‌تازد، فرامرز را کشته، زال را زندانی کرده، و سرزمین او را به تاراج می‌برد.
دینوری گونه‌ای دیگر از داستان بالا را آورده که تا اندازه‌ای با آنچه رفت تفاوت دارد. هنگامی که رستم، دست‌نشانده گشتاسپ در سیستان و خراسان، می‌شنود که گشتاسپ به کیش زرتشت گرویده است، خشم‌گین می‌شود، مردم سیستان را گرد هم می‌آورد و آن‌ها را برای برکناری شاه فرا می‌خواند. مردم بر ضدّ شاه شورش می‌کنند. گشتاسپ به اسفندیار می‌گوید که رستم را بکشد. اسفندیار دوازده هزار مرد دلیر از لشکر پدرش برگزیده و به سوی رستم می‌شتابد، که او نیز برای دیدار با او به جایی میان خراسان و سیستان (قومس بر پایه نهایت) پیشروی می‌کند. اسفندیار پیشنهاد می‌کند که به جای جنگ، لشکرهای خود را به حال همدیگر واگذارند و تن‌به‌تن نبرد کنند. لشکر کسی که شکست خورده می‌بایست از پهلوان پیروز پیروی کند. رستم می‌پذیرد، آنگاه جنگ می‌کنند و اسفندیار کشته می‌شود. هنگامی که آگاهی از کشتن اسفندیار به گشتاسپ می‌رسد، او بیمار شده و از اندوه می‌میرد و تخت را برای نوه‌اش بهمن می‌گذارد. آشکار است که روایت‌های گوناگونی دربارهٔ جنگ میان رستم و اسفندیار وجود داشته است. نویسنده ناشناس تاریخ سیستان نیز ستیز دینی که پیامد گرویدن گشتاسپ به کیش زرتشتی است را روایت کرده است.
مسعودی ساخت دژی بسیار بلند در قبق که پلی داشته که دو گردنه را به هم پیوند می‌داده، از کارهای اسفندیار دانسته است. حمزه اصفهانی می‌گوید که اسفندیار سدی در برابر ترک‌ها در بیست فرسخی سمرقند ساخته است.

## محبوبیت و نسخه‌های عامیانه

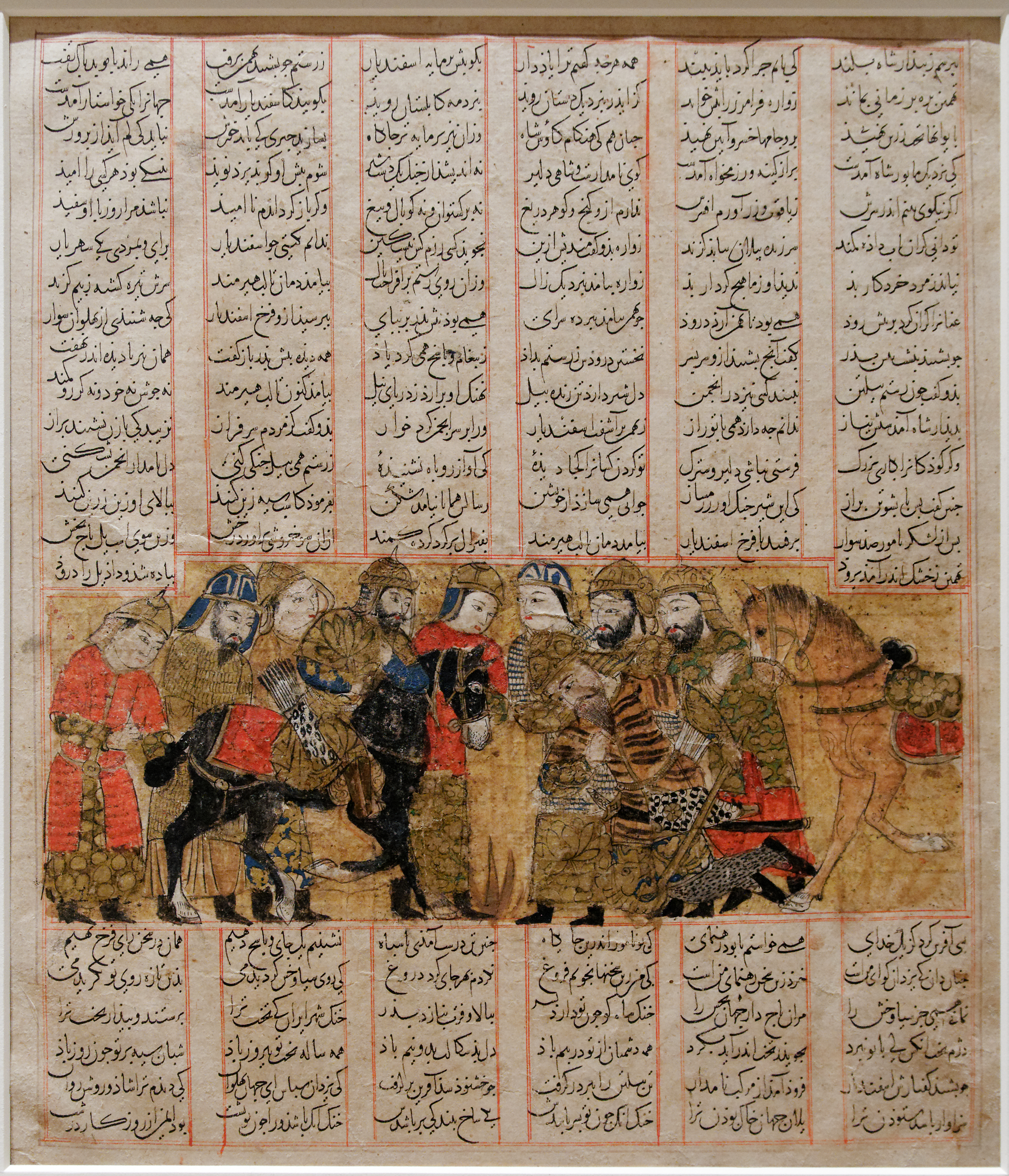
برگی از شاهنامه از سده ۸ هجری قمری که مربوط به داستان رستم و اسفندیار است. در این برگ قاعده ذال معجم رعایت شده است. از مجموعه موزه متروپولیتن.

افسانه اسفندیار، به‌ویژه داستان هفت‌خان او از دوران‌های کهن داستانی محبوب و بلندآوازه بوده. ابن اسحاق، که در سده هشتم میلادی می‌زیسته و سرگذشت پیامبر اسلام را نوشته است، گزارش کرده است که نضر بن حارث، «یکی از اشرار قریش و یکی از کسانی بود که فرستادهٔ خدا را آزار می‌داد. او از حیره دیدن کرده بود و در آنجا با داستان‌های شاهان ایران و رستم و اسفندیار آشنا شده بود. هنگامی که محمد وعظ می‌کرد، نضر بلند می‌شد و به شنوندگان می‌گفت که او داستان‌سرای بهتری نسبت به محمد است و به آنان داستان‌های شاهان ایران و رستم و اسفندیار را بازگو می‌کرد و درس‌های محمد را «اساطیر الاولین» به معنی «افسانه‌های پیشینیان» می‌نامید. ابن بلخی که داستان رستم و اسفندیار را در کتابش آورده، از جزئیات آن چشم پوشیده چرا که همه آن را می‌دانستند. یکی از نخستین رمان‌های ساسانی که به عربی ترجمه شد «رستم و اسفندیار» بود که جبله بن سالم بن عبدالعزیز آن را ترجمه کرد.
این داستان‌های محبوب حتی پس از اینکه به گونهٔ نوشتاری درآمدند نیز از جریان یافتن و منتشر شدن بازنایستادند. هرچند که فردوسی به این داستان ریختی ثابت و دگرگون‌ناپذیر داد، پس از او نیز داستان‌سرایان حرفه‌ای از شاخ و برگ دادن به آن دست نکشیدند. ابوالقاسم انجوی شیرازی در کتاب «مردم و فردوسی» و «مردم و شاهنامه» شماری از داستان‌های مردن دربارهٔ اسفندیار را ضبط کرده است. در چند تا از این داستان‌ها، رستم با یک یک تیر جادویی اسفندیار را نمی‌کشد، بلکه با پرتقالی خوشبو که از زر یا ماده‌ای آهنی دیگر ساخته شده، این کار را انجام می‌دهد. در داستانی عامیانه دیگر، رستم با یک چهارپایه ساخته شده از زر اسفندیار را می‌کشد.

## ریشه‌های پیدایش اسطوره
هرچند که داستان اسفندیار را هم فردوسی و هم ثعالبی به گونه‌ای همسو و سازگار آورده‌اند، این داستان در واقع آمیخته‌ای از موتیف‌های گوناگون است که بسیاری از آن‌ها در فولکلور و افسانه‌های دیگر ملت‌ها نیز مشترک هستند. برخی از آن‌ها در داستان‌های دیگر خودِ شاهنامه نیز بکار رفته‌اند. برای نمونه، اسفندیار در جایی رخت بازرگانان را می‌پوشد تا بتواند به دژ دست‌نیافتنی رویین‌دژ داخل شود. رستم نیز در جایی برای وارد شدن به دژ روی کوه سپند همین کار را انجام می‌دهد و اردشیر بابکان نیز برای دژ هفتواد از همین شیوه بهره می‌برد یا گذشته از اینها، اسکندر نیز برای نشست‌گاه دارا از همین نیرنگ را بکار می‌گیرد تا از حال و روز دارا آگاهی به‌دست بیاورد. هفت خوان برای آزاد کردن چیزی، یک الگو و زمینهٔ پرهوادار در داستان‌های ایرانی است (برای نمونه هفت خوان رستم برای رسیدن به مازندران و رها ساختن کاوس و یارانش از چنگ دیوان مازندران). جادوگری که خود را به ریخت زنی دلفریب درمی‌آورد و داشتن تنها یک خال آسیب‌پذیر در یک جای بدن در دیگر قهرمانان رویین‌تن نیز برخی از درون‌مایه‌های جهانی هستند (پاشنه پای آشیل در ایلیاد و بخشی از شانه زیگفرید در حماسه آلمانی).
اگر موتیف‌های سنتی را از داستان اسفندیار که در شاهنامه آمده، بزداییم، بخش اندکی از آن خواهد بجا می‌ماند. همه آن چیزی که تا اندازه‌ای با بی‌گمانی می‌توان پذیرفت این است که او پسر گشتاسپ بوده، از نخستین گرویدگان به کیش زردشتی بوده، و از پاسبانان «مقدس و دلاور» این کیش به‌شمار می‌رفته. او از آغاز در کانون افسانه‌های معجزه‌آسا بوده. اینکه داستان رزم او با رستم ریشه‌های سکایی دارد را می‌توان با نام برده نشدن از رستم و زال در اوستا، همدردی با پهلوان پیر به‌جای شاهزاده جوان، بازنمود مساعد از سیمرغ، خام بودن و نپختگی بهمن که رستم باید او را آموزش دهد، و تازه بهمن ناسپاسی نیز بجا آورد، و همچنین نقش گشتاسپ که آدم شرور داستان است، درست پنداشت.
داستان‌های سکایی که دودمان زال در آن‌ها بازی می‌کنند، گویا با گذشت زمان با افسانه های کیانی مردم اوستایی آمیخته شده‌اند. بیشتر احتمال می‌رود که این آمیختگی کم‌کم در دورهٔ دورودراز میان اسکندر و ساسانیان انجام شده باشد که گسترش کیش زرتشت در میان سکاها نیز به این آمیختگی یاری رسانده است.
ما باید اینگونه بپنداریم که هنگامی که سیستان به کیش زرتشت گروید، افسانه‌های آن کم‌کم با روایت‌های اوستایی درهم آمیخت، که پیش از آن نیز خود این روایت‌های اوستایی، با افسانه‌های کیانی پیشا زرتشتی در هم آمیخته بودند. این دو سنت همیشه هم در همنوایی نیستند و آمیختگی آن‌ها در جای‌هایی کاستی‌هایی را درست کرده است. یک نمونه چشمگیر آن، شخصیت دوگانهٔ گشتاسپ است، که هم پاسبان کیش نیک زرتشت است (سنت اوستایی) هم یک شاه فریب‌کار است که پیمان خود را می‌شکند و فرزندش را در جنگ با پهلوان سیستان از دست می‌دهد (سنت سیستانی). نابهنجاری‌هایی در داستان‌های رستم که تا اندازه‌ای هم از هم گسسته هستند، همچون درازنای زندگی او و شاهی ناچیز او در توران، و بلاتکلیفی وضعیت گرشاسپ شماری دیگر از این دسته هستند. لشکرکشی اسفندیار به سیستان، همچون تبارداشتن رستم از ضحاک از راه رودابه را می‌توان از بازمانده‌های کشمکش آغازین میان سکاها و مردمانی که نمایندهٔ کیانیان هستند برشمرد. این را باید در نظر گرفت که آمیختن داستان‌های دینی زرتشتی با داستان‌های سکایی مدت‌ها پیش از فردوسی انجام شده است.
همانندی میان هفت خان رستم دررفتن به مازندران و هفت خان اسفندیار دررفتن به دز رویین این پرسش را برمی‌انگیزد که کدامیک سرمشق دیگری بوده است؟ Spiegel بر آن است که هفت خان اسفندیار را موبدان زرتشتی ساخته‌اند که می‌خواستند نشان دهند شاهزاده پیکارگر آنان از رستم سرتر است. از سوی دیگر نلدکه بر این باور است که زال و رستم گویا برای نویسندگان اوستا ناآشنا بوده و اشاره کرده که هفت‌خان رستم را نویسندگان و تاریخدانان در تاریخ‌های عربی گزارش نکرده‌اند، حتی ثعالبی نیز آن را نیاورده است. او استدلال می‌کند که بنابراین هفت‌خان رستم تااندازه‌ای باید از روی هفت‌خان اسفندیار نمونه‌برداری شده باشند و تااندازه‌ای هم باید از داستان رهاساختن کاوس به‌دست رستم از هاماوران نمونه‌سازی شده باشد که تاریخ آن نمی‌توانسته پیش از تاختن خسرو انوشیروان به یمن در سال ۵۷۵ میلادی باشد. هانسن با اندکی موجه‌نمایی نشان داده است که ثعالبی از لشکرکشی مازندران آگاه بوده است، اما آن داستان و داستان هاماوران را در یک داستان خلاصه کرده، و بنابراین هفت‌خان رستم را نمی‌توان بر آنچه که نلدکه گفته، یک داستان تقلیدی و غیراصیل دانست. این گونه برمی‌آید که موتیف‌های عامه‌پسندی که هفت‌خان‌های رستم و اسفندیار را می‌سازند را داستان‌سرایان و خنیاگران به هر دو پهلوان نسبت داده‌اند. افزون بر آن، یاد کردن از حمیر (هاماوران) الزاماً به معنی این نیست که داستان درون‌مایه‌ای نو دارد، همچنان که عربستان در دوره ساسانیان برای ایرانیان بیشتر شناخته‌شده می‌شد، سرزمینی خشک در آسیای میانه را با یمن بیابانی در آن سرزمین عربستان جایگزین کردند، درست همانند ضحّاک که به عربستان وابسته شد.